# Typhlops catapontus
Espèce
Synonymes
- Typhlops richardi catapontus Thomas, 1966
- Antillotyphlops catapontus (Thomas, 1966)

Typhlops catapontus est une espèce de serpents de la famille des Typhlopidae. 

## Répartition
Cette espèce est endémique des îles Vierges britanniques. Elle se rencontre sur Anegada et Necker.

## Description
L'holotype de Typhlops catapontus, un adulte, mesure 265 mm dont 7 mm pour la queue.

## Publication originale
- Thomas, 1966 : A reassessment of the Virgin Islands Typhlops with the description of two new subspecies. Revista de Biologia Tropical, vol. 13, p. 187-201 (texte intégral).